# 华阳股份
山西华阳集团新能股份有限公司（英語：Shanxi Huayang Group New Energy Co.,Ltd.；上交所：600348），简称华阳股份，前称阳泉煤业（集团）股份有限公司及山西国阳新能股份有限公司，是一间位于中国山西省阳泉市的能源企业，于1999年由山西阳泉煤业（集团）有限责任公司等企業成立，现时董事長為白英，總經理为張思維。该公司主要在中國內地生產和銷售无烟煤产品和电力产品。
股份在2003年8月21日於上海證券交易所上市。招股價為8.2元人民幣，發行1.5億股，集資額為11.8328億元人民幣。

## 外部連結
- 官方网站